# کوه سینا
کوه سینا (به عربی: طور سیناء یا جَبَل موسی)، (به انگلیسی: Mount Sinai) (به عبری: הר סיני به معنی خاردار) نام کوهی در شمال شرقی مصر است. این کوه در دین‌های ابراهیمی به‌ویژه یهودیت شهرت فراوانی دارد. در روایت‌های سنتی این دین‌ها به این کوه اشارهٔ بسیار شده‌است: کوه سینا کوهی‌است که بنی‌اسرائیل سه ماه از دوران آوارگی ۴۰ ساله خود را آنجا سپری  کردند. بنی اسرائیل  پس از ترک مصر به کوه سینا رسیدند و در آنجا اردو زدند. مطابق روایات سنتی ادیان ابراهیمی خداوند شریعت را آنجا به بنی‌اسرائیل عطا کرد. گوسالهٔ طلایی سامری در این کوه ساخته شد. در این کوه یهوه نخستین بار بر موسی وحی کرد و در بوته سوزان به صورت آتش بر وی تجلی نمود. و از خداوند به وی وحی شد که در سرزمین مقدس نعلین از پا بکند. این کوه حوریب، جبل‌الله، الطور، و جبل موسی نیز نامیده شده‌است. در قرآن به این کوه سوگند یاد شده‌است.

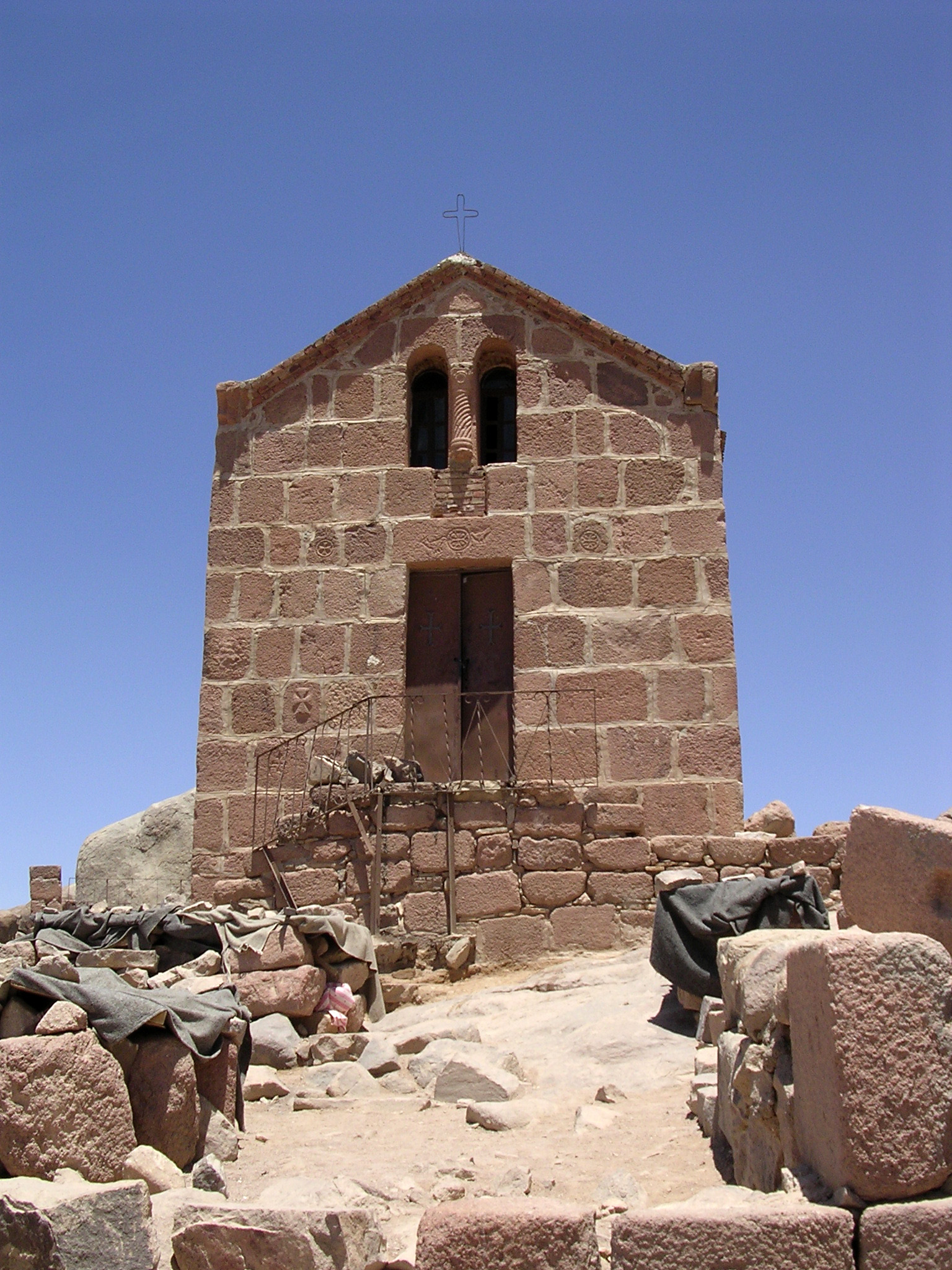
کوه سینا

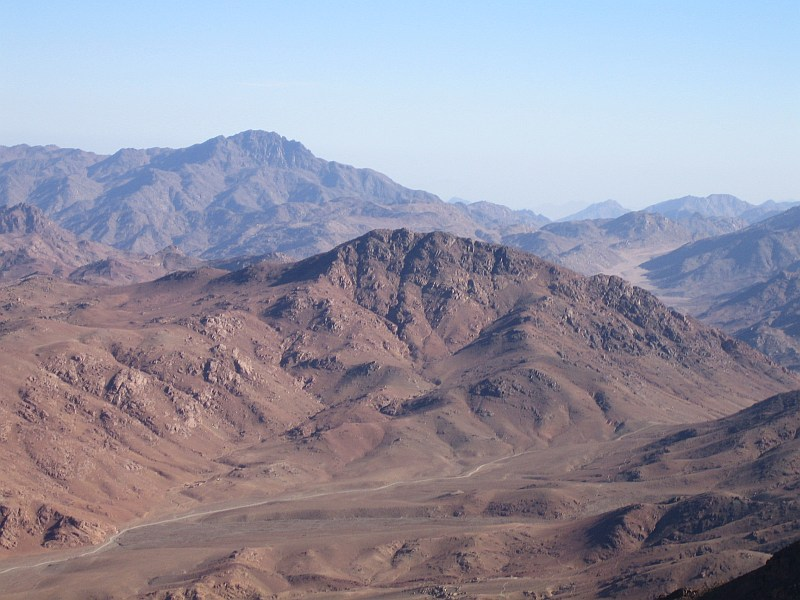
چشم‌انداز قله کوه سینا